# Weilheim–Schongau-vasútvonal
A Weilheim–Schongau, vagy más néven a Pfaffenwinkelbahn egy normál nyomtávú, 24,4 km hosszú, nem villamosított vasútvonal Weilheim és Schongau között Németországban.

## Képgaléria

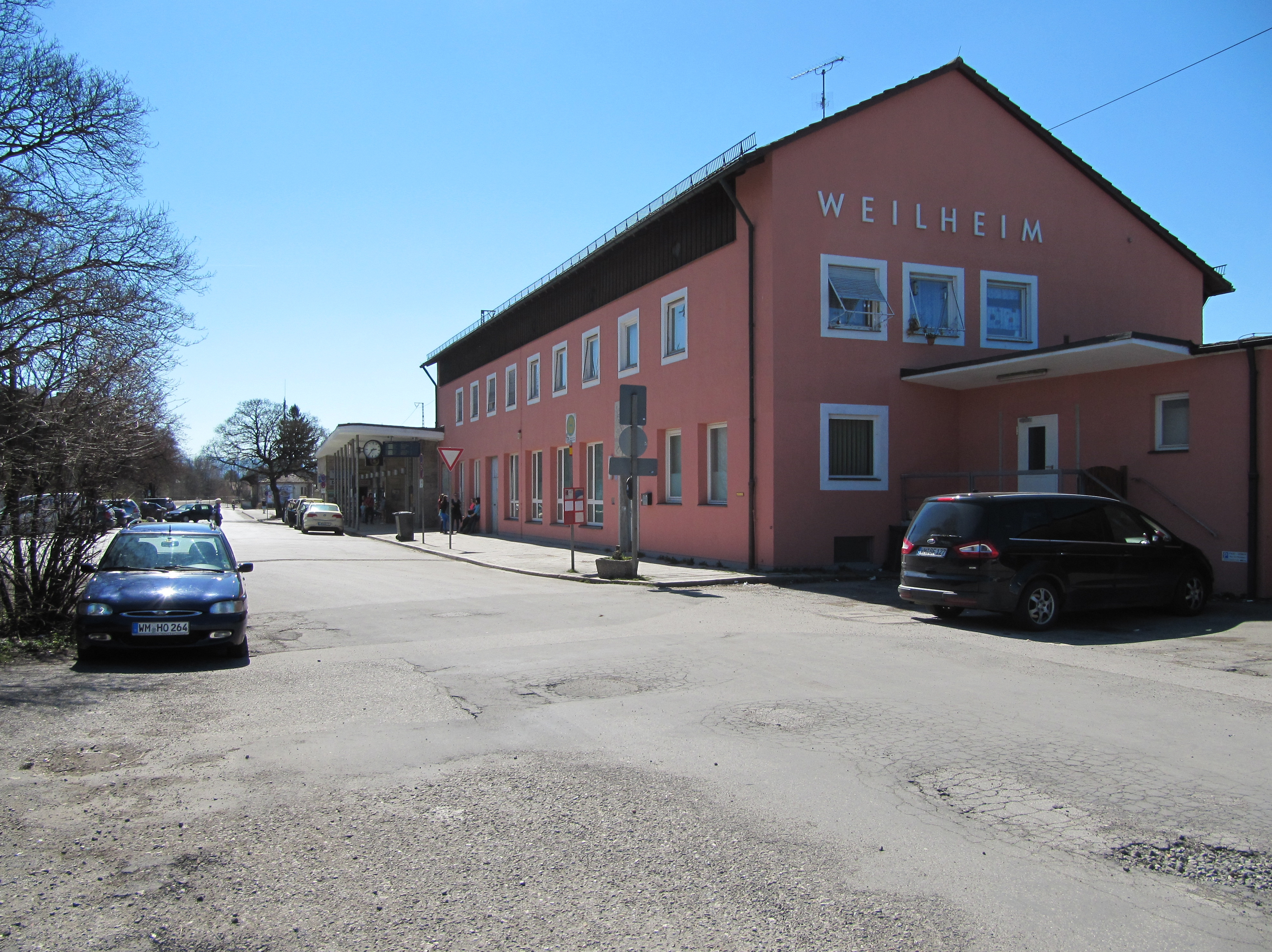
Weilheim állomás
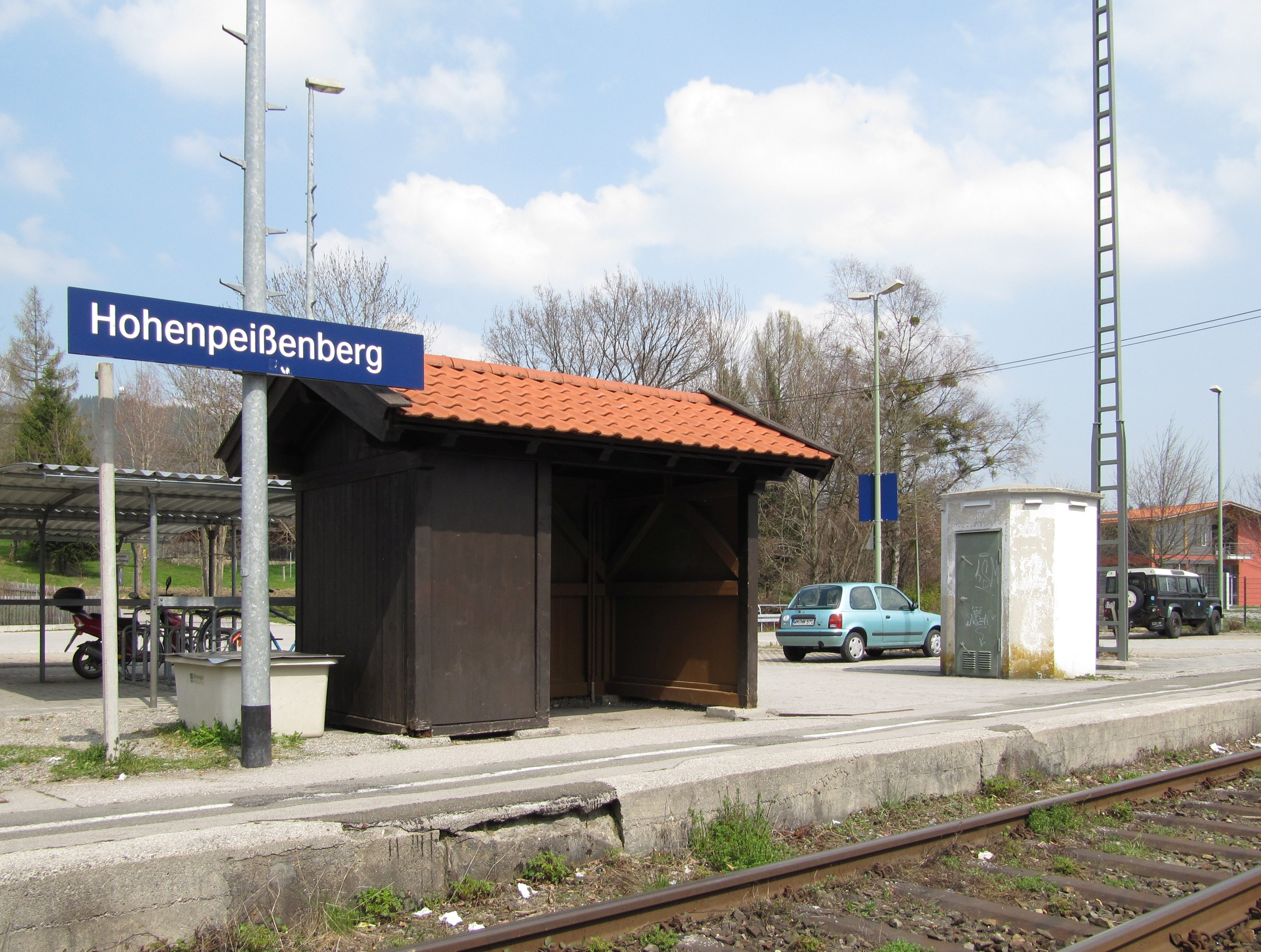
Hohenpeissenberg állomás
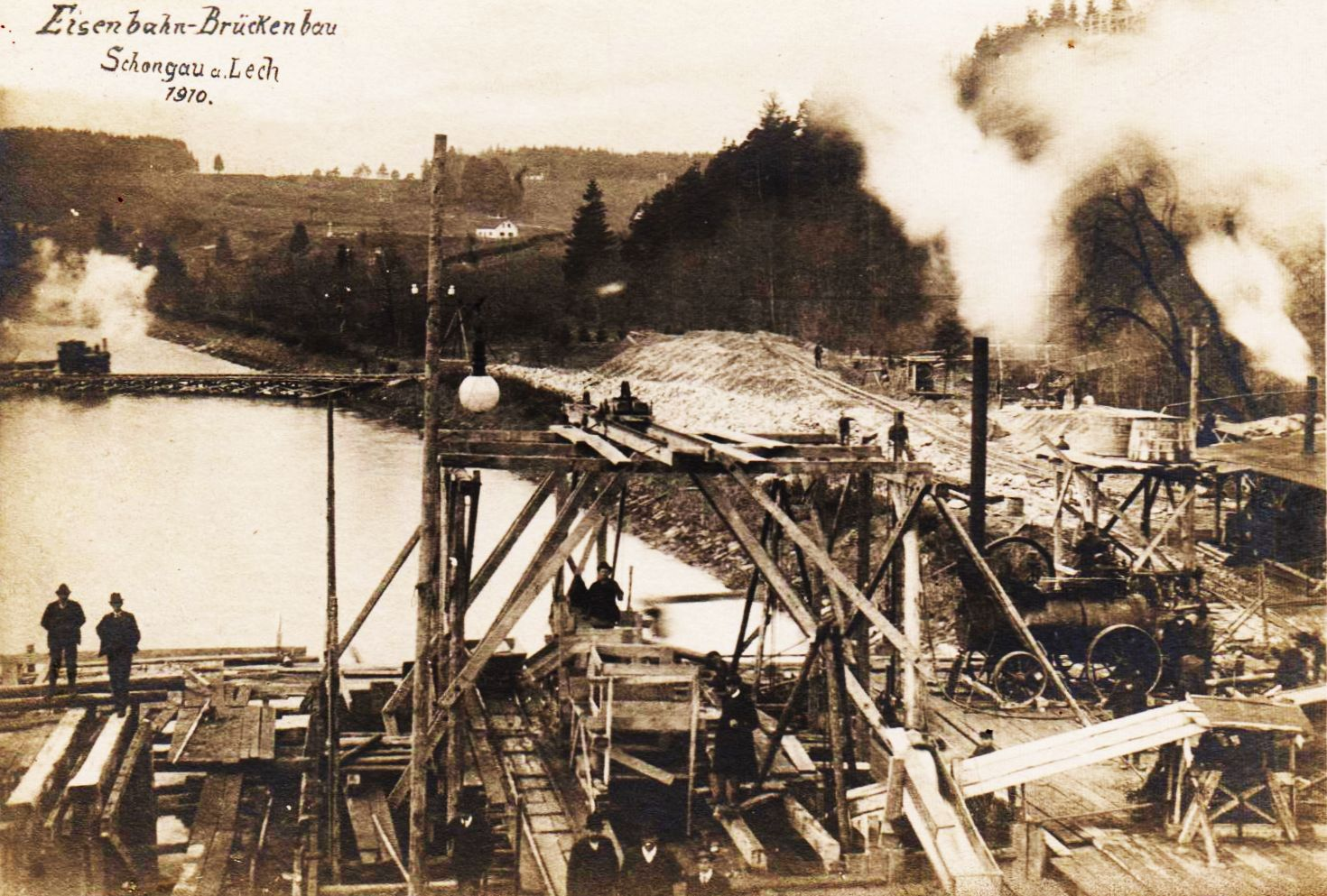
A Lech hídjának építése 1910-ben
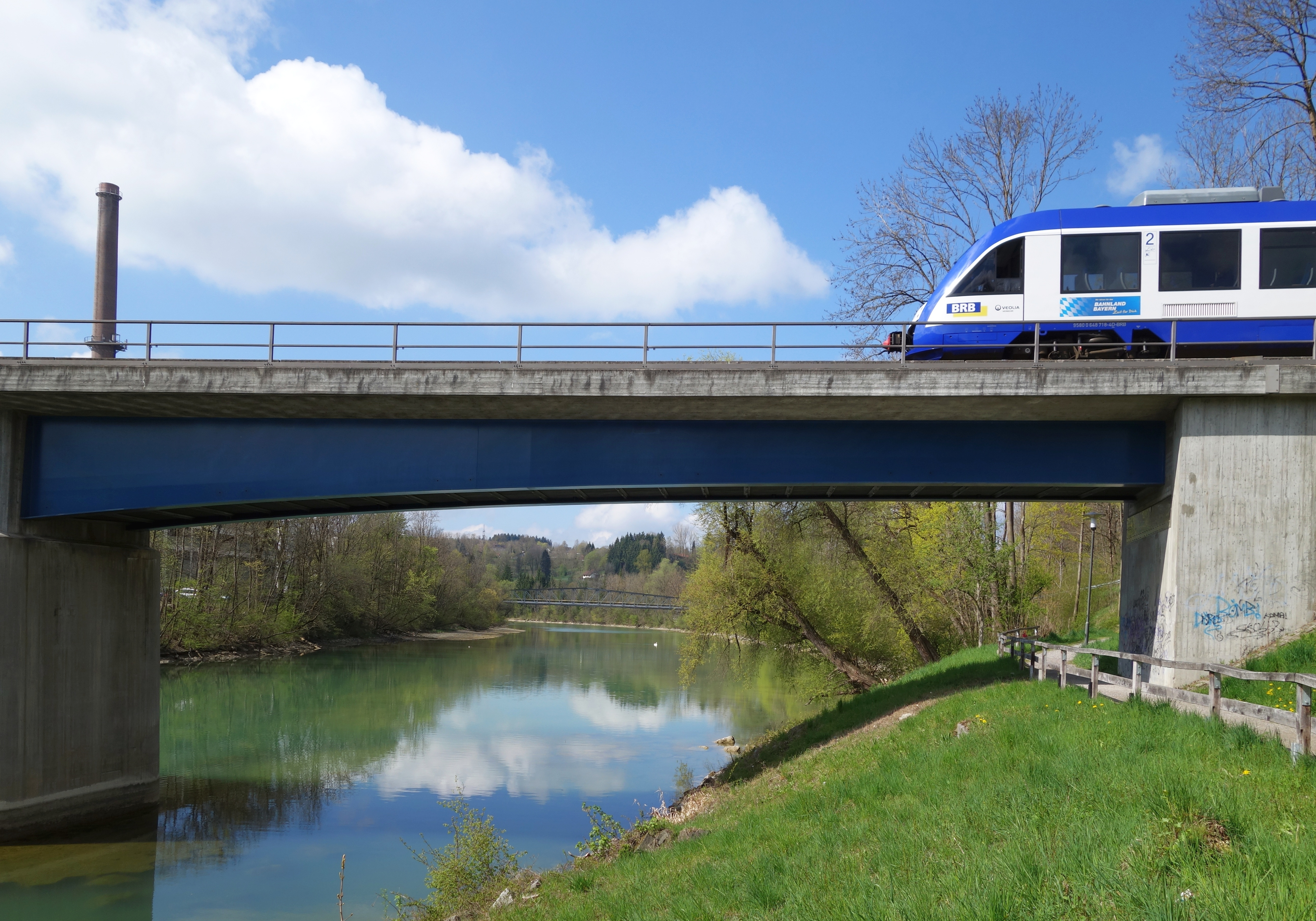
Schongauer Lechbrücke
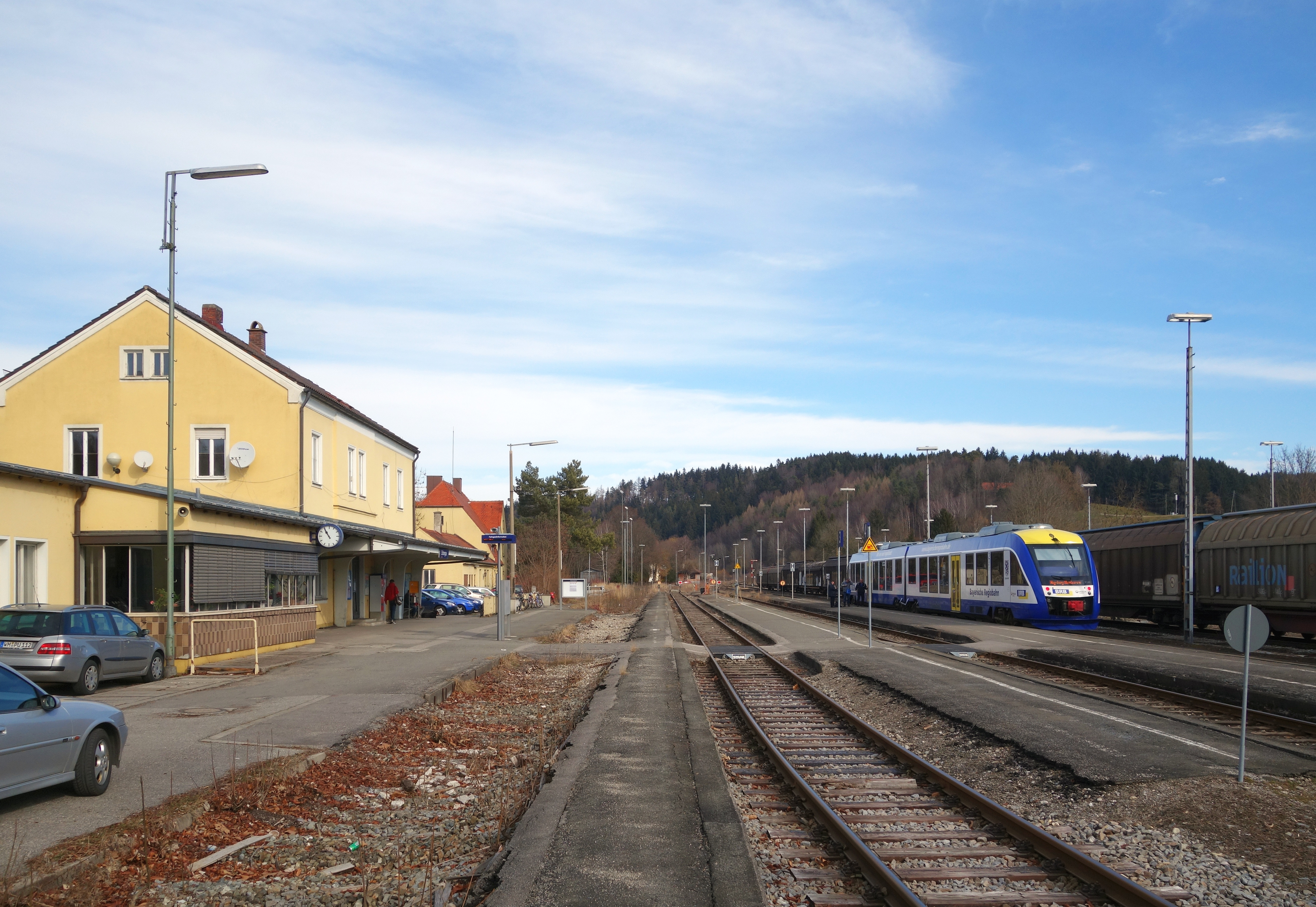
Schongau állomás egy Alstom LHB Coradia LINT motorvonattal